# Paul-Joseph Schmitt
Pour les articles homonymes, voir Schmitt.
Paul-Joseph Schmitt (né le 31 mars 1911 à Yutz et mort le 9 septembre 1987 à Metz) est un évêque français.

## Biographie
Paul-Joseph Schmitt est ordonné prêtre le 14 juillet 1935. Il est directeur du Collège Saint-Augustin de Bitche de 1954 à 1958, date à laquelle il est nommé évêque. Il est consacré évêque le 13 novembre 1958 peu après l'élection du pape Jean XXIII.
Il est le 101e évêque de Metz de 1958 à sa mort en 1987. Gilbert Duchêne est son évêque auxiliaire de 1971 à 1975. 
La rue Sainte-Glossinde située près de l'évêché de Metz est renommée en son honneur « Rue Paul-Joseph Schmitt » en 2011.